# Елизабет де Бург (кралица на Шотландия)
Елизабет де Бург (на английски: Elizabeth de Burgh) е шотландска кралица – съпруга на крал Робърт I Брус.

## Произход
Родена е около 1282 година в Дънфермлин, Графство Файф, Шотландия. Дъщеря е на Ричард де Бург, втори граф на Ълстър, и на съпругата му Маргарита де Бург.

## Кралица на Шотландия
През 1302 Елизабет се омъжва за Робърт Брус, тогава граф на Карик, с когото се запознава в английския кралски двор. На 27 март 1306 г., в град Скоун, Робърт и Елизабет са короновани за крал и кралица на Шотландия, което става против желанието на англичаните.
Поради последвалото раздвижване на английските войски в Шотландия Елизабет и други нейни роднини са евакуирани в замъка Килдръм, където са поставени под защитата на девер ѝ Найджъл Брус. След разгрома на шотландците в битката при Метвен от 19 юни 1306 г. към Елизабет се присъединяват заварената ѝ дъщеря Марджъри Брус и сестрите на Робърт I – Мери и Кристина. Англичаните обаче обсаждат замъка и успяват да го превземат, след като подкупват един ковач да запали зърнения склад на замъка. След превземането на замъка Килдръм Найджъл Брус и всички заловени от англичаните мъже са обесени, изкормени и разчленени. Елизабет и другите жени от семейство Брус обаче успяват да напуснат замъка навреме под ескорта на граф Атол. Жените са укрити в храма на Св. Дутак, намиращ се в Графство Рос. Там обаче те биват заловени от графа на Рос, който ги предава на англичаните.
В Англия Едуард I затворил Марджъри в манастир, а лелите ѝ Мери и Кристина са поставени в дървени клетки и изложени на показ, съответно, в Роксбург и Беруик. Елизабет е поставена под домашен арест. Дамите от семейство Брус прекарват осем години в английски плен, през което време са постоянно местени в различни затвори, замъци и манастири. В крайна сметка Елизабет де Бург е освободена в края на 1314, когато между англичаните и шотландците се стига до споразумение за размяна на пленници.
След освобождаването ѝ от плен Елизабет ражда на Робърт I четири деца:
- Маргарет († 1346)
- Матилда († 1353)
- Дейвид II (1324 – 1371)
- Джон

Елизабет де Бург умира на 27 октомври 1327 г. в замъка Кюлън, Бенфшър, Графство Морей. Погребана е в Дънфермлин. Съпругът ѝ умира осемнадесет месеца по-късно.